# Sphaerodactylus cryphius
Sphaerodactylus cryphius är en ödleart som beskrevs av  Thomas och SCHWARTZ 1977. Sphaerodactylus cryphius ingår i släktet Sphaerodactylus och familjen geckoödlor. Inga underarter finns listade i Catalogue of Life.